# Ingemar Tingström
Ingemar Johan Gustav Tingström, född 5 februari 1922 i Stenkumla socken, Gotland län, död 26 augusti 2010 i Visby, var en svensk målare, tecknare och segelmakare.
Han var son till byggnadssnickaren Johan Vilhelm Lino Tingström och Nelly Emilia Josefina Ekelund. Tingström arbetade som segelmakare 1937–1958 och bedrev samtidigt självstudier inom konsten. Sedan mitten av 1950-talet medverkade han i Gotlands konstförenings utställningar i Visby och han var representerad i en utställning med gotländsk konst i Rostock 1963 samt Riksförbundet för bildande konsts vandringsutställning Tradition och experiment 1965. Tillsammans med LO Ericsson och M. Ljunggren ställde han ut på God konst i Göteborg och separat ställde han bland annat ut på Galerie S:t Nikolaus i Stockholm. Hans konst består av stilleben, porträtt och landskapsskildringar utförda i olja, gouache, tempera och teckningar i en lätt naivistisk stil. Ingemar Tingström är begravd på Björke kyrkogård på Gotland.  